# Aeria Games
Aeria Games est une société spécialisée dans la distribution de MMORPG, plus précisément de « Free-to-play ». Les membres, une fois inscrits, ont accès aux jeux.

## Entreprise
Aeria Games est créé en 2006 dans la Silicon Valley. Elle ouvre une filiale européenne en août 2008 à Berlin, et lance un premier jeu en Europe, Shaiya.
L'expansion de l'entreprise s'explique aussi par l'implantation sur le marché européen : Aeria games a des locaux en Allemagne et traduit certains jeux vidéo comme Shaiya et Shin Megami Tensei Online: Imagine qui sont sortis en 2009 en allemand et en français.
Les MMORPG d'Aeria Games sont free-to-play, c'est-à-dire gratuits avec un système facultatif de « boutique d'objets », sur le modèle économique de la microtransaction : les joueurs qui le souhaitent peuvent acheter des « points Aeria » avec de l'argent réel. Ces points peuvent ensuite être utilisés dans les boutiques du portail ou des jeux, pour acheter des objets divers, dont certains facilitent la montée en niveau du personnage.

## Jeux

### Grand Fantasia
Grand Fantasia est un MMORPG Free-To-Play développé par le studio taïwanais Easyfun Entertainment, sorti le 13 avril 2010 et jouable sur PC. La version européenne est développée principalement par traduction de la version taïwanaise, avec 2 ans de décalage en moyenne. En 2019, Grand Fantasia semble regagner en popularité et l'équipe de modération organise à nouveau quelques événements en jeu. Les mises à jour de 2019 ont également apporté de nouvelles classes de personnages jouables : Le voyageur et ses évolutions : le Dimentionaliste et le Chronomancien.
En 2024, une nouvelle version, Grand Fantasia: ORIGIN, est annoncée, et sortie le 3 septembre.

### Eden Eternal
Eden Eternal est un MMORPG Free-To-Play jouable sur PC. Le joueur y incarne un héros chargé de restaurer la paix après que les races vivant sur le continent du milieu aient commencé à se déchirer entre elles. Il peut changer la classe de son personnage en cours de partie, parmi la douzaine de classes existantes, participer à des quêtes ou encore créer sa propre ville de guilde.

### Aura Kingdom
Aura Kingdom sur PC est un MMORPG gratuit arborant un style manga. Le joueur y incarne un jeune héros ayant des compagnons interactifs, qui ont un rôle majeur sur sa progression et pour disputer les combats.

### S4 League
S4 League est un jeu de tir à la 3e personne (ou TPS, Third-Person Shooter) développé par Pentavision. Le jeu est diffusé en Europe et en Amérique du Nord par le portail de jeux Aeria Games, et en Corée par Neowiz.

### WolfTeam
Wolfteam est un jeu PC dans lequel on incarne un personnage ayant la capacité de se transformer en loup. Chaque partie se déroule en équipe avec divers modes de jeux.

### Twin Saga
Twin Saga est un MMORPG Free-To-Play, arborant un style anime/manga. Le joueur incarne le héros qui doit rétablir l'équilibre du mal et de la paix sur le continent, au risque de faire sombrer la planète entière dans le chaos. Pendant la partie, un seul personnage peut changer à volonté sa classe, et possède le Manoir Ambulant, un nouveau système unique, qui est comme un chez-vous accessible n'importe quand.

### Autres jeux
- Alliance of Valiant Arms (A.V.A.)
- Twelve Sky 2
- Ironsight